# میشیما، شیزوئوکا
میشیما در استان شیزوئوکا در کشور ژاپن واقع شده‌است که دارای جمعیت ۱۱۲٬۳۲۰ نفر و مساحت ۶۲٫۱۳ کیلومتر مربع با تراکم جمعیت ۱٬۸۰۸ نفر در کیلومترمربع است و در تاریخ ۲۹ آوریل ۱۹۴۱ به عنوان شهر شناخته شد.